# 老人和他的孙子

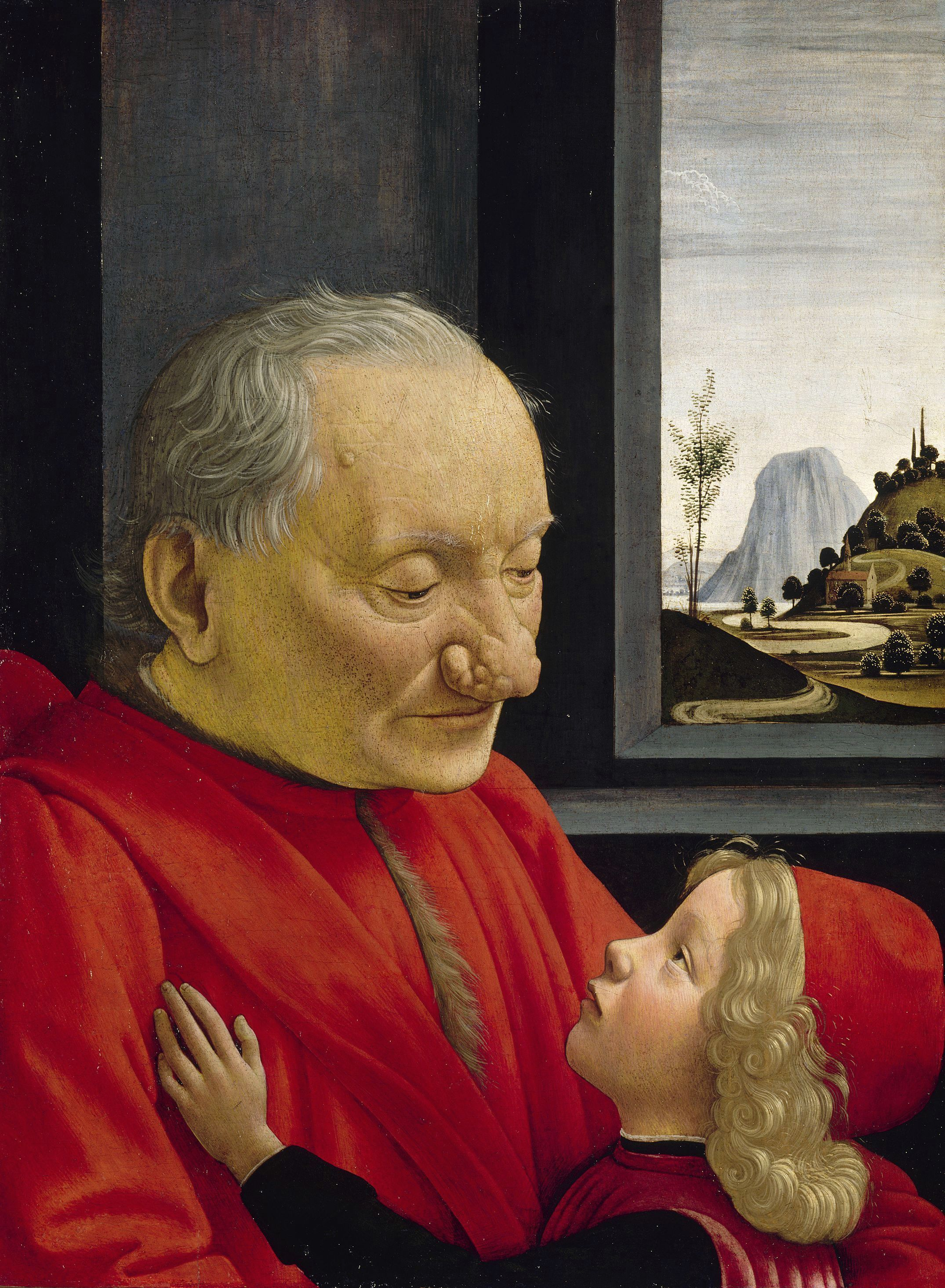
《老人和他的孙子》，多米尼哥·基兰达奥，1490年。蛋彩画。现藏于法国卢浮宫。

老人和他的孙子是一幅意大利文艺复兴时期的蛋彩画，这是画家多米尼哥·基兰达奥最著名的作品之一，作于1490年，以强烈的情感表达而著称。在十五世纪的肖像画中，它的现实主义可谓独一无二。这幅画现藏于法国巴黎卢浮宫。

## 描述
这幅画描绘了一位身穿红色长袍的老人，拥抱着一个同样穿着红色的小孩。他们坐在室内的光线中，与黑暗的墙壁形成对比。在他们身后右侧是一扇窗户，透过窗户可以看到基兰达奥笔下典型的风景：崎岖的地形和蜿蜒的道路。 老人身穿毛皮长袍，男孩穿戴优雅的紧身衣和帽子，表明他们高贵的身份， 传统上认为他们是祖父和孙子，而具体身份未知。 这幅画可能是为了纪念，而孩子是一种旨在强调老人仁慈的叙事发明。 画面呈现戏剧化的强烈对比：老人饱经风霜而睿智的脸庞，与孩子精致的轮廓形成鲜明对比。虽然这幅作品的主题与荷兰的肖像画有关，但到15世纪中叶，室内肖像和远处风景的主题，在意大利也很常见。
这幅画的一个特别之处是老人的鼻子畸形，这是鼻赘的证据。基兰达奥以自然主义和同情的方式呈现了这幅肖像，与那个时代认为外表与内在二者之间相关的面相学理论不同， 他并不是暗示老人的性格缺陷，而是欣赏他的美德。 这幅画描绘了老人和孩子之间的亲密时刻，孩子的手放在老人的胸前，老人温和的表情突出了这一点。这种深情的表现赋予了画面超出传统王朝肖像所期望的情感品质。 用艺术史学家伯纳德·贝伦森的话来说，“在整个十五世纪绘画范围内，没有更好的人物画了，无论是在意大利境内还是在意大利境外。”。
这幅画的出处一直不确定，直到 1880 年它进入卢浮宫，当时柏林的腓特烈大帝博物館已拒绝收藏这幅画。 19世纪后期的几位评论家报告说，这幅画有因过度清洁而磨损，老人脸上有毁容的划痕。 1996年对画作进行清洁和修饰，去除划痕和变色区域。
基兰达奥的一幅名为“老人的头”的画作曾由乔尔乔·瓦萨里所有，描绘的人和画中的人是同一个人。那幅画可能是在他睡着时或在他死后绘制的，在那种情况下制作死亡面具。

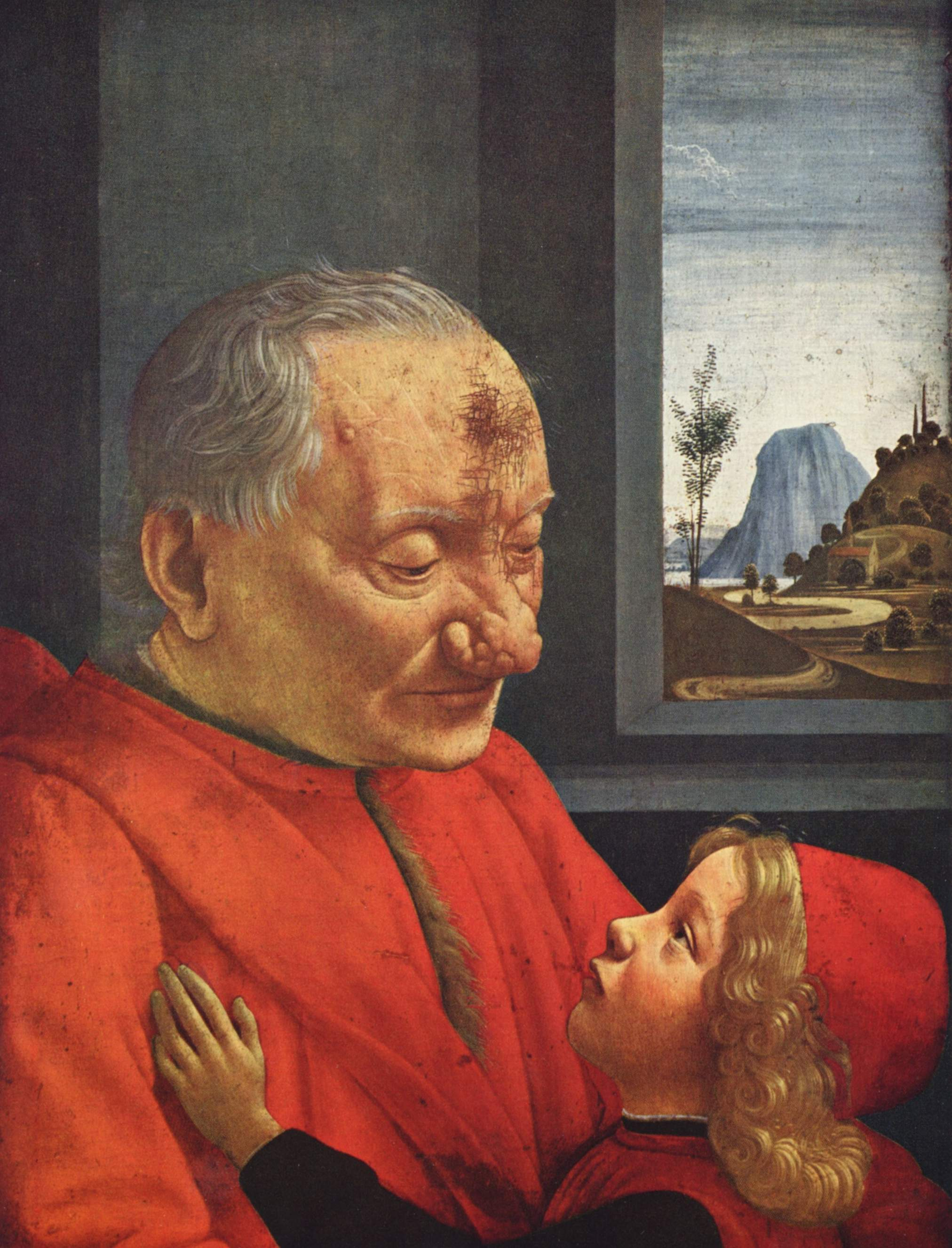
1996年修复之前

这幅画作的老人面部曾经被显著损毁，后来于1996年修复。